# Contratto tipico
Con il termine Contratto tipico si intende far riferimento a uno schema contrattuale previsto espressamente dall'ordinamento giuridico, la cui disciplina è dettata dal codice o da una legge speciale.
La necessità di ordinare i contratti in categorie tipiche e di dare un ruolo all'autonomia negoziale, ha origine nel diritto comune, con l'affermarsi del principio del primato della legge.

## Caratteri
Lo schema negoziale del contratto tipico, per come previsto dalla legge, ha carattere dispositivo rispetto alla volontà delle parti.
In altri termini, le regole che compongono la disciplina del singolo contratto tipico si applicano, se le parti, nell'ambito della loro autonomia contrattuale, non ne hanno previste di diverse. 
In alcuni casi tuttavia, sono previste, all'interno delle discipline dei singoli contratti, delle norme imperative che sono inderogabili, ovvero non modificabili dalle parti.
La "tipicità" non deve essere confusa con la tassatività: è tipico ciò che risponde ad un "tipo astratto"; è tassativo ciò che si applica strettamente nei casi previsti dalla norma. Il contratto tipico non è anche tassativo. 

## Contratti atipici
I contratti che si differenziano dagli schemi tipici, e per questo detti atipici, sono ammessi dall'ordinamento giuridico. 

## Principi generali
I principi generali sono principi che si applicano a tutti i contratti, tipici e atipici, in particolare per quanto riguarda il diritto d'autore:
- Forma scritta ad probationem (Art.110 l.d.a.): la trasmissione dei diritti di utilizzazione deve obbligatoriamente essere provata per iscritto. L'atto scritto non può essere sostituito da altri elementi di fatto. La forma scritta non è un requisito di sostanza, ma è un requisito di prova. Quindi non è sufficiente l'esibizione di elementi di fatto, medianti i quali, attraverso valutazioni presuntive, potrebbe essere raggiunta la prova del contratto.
- Trasferimento limitato allo scopo (Art. 119 comma 3 e 4 l.d.a.): I diritti possono essere trasferiti limitatamente a degli scopi predeterminati ed entro certi limiti, strettamente funzionali all'adempimento di un determinato contratto. I contratti che hanno come oggetto il trasferimento dei diritti d'autore devono essere interpretati in modo conservativo e restrittivo.
- Indipendenza dei diritti (Art. 19 comma 1): I diritti vanno interpretati in modo indipendente l'uno dall'altro. La cessione di un diritto specifico non vuol dire la cessione di tutti gli altri.

## Tipologie
I contratti tipici sono suscettibili di diverse classificazioni; una delle più comuni suddivide i contratti tipici, in:
- Contratti di scambio:
  - Contratti che realizzano un do ut des:
    - La compravendita:
    - La permuta;
    - Il contratto di borsa;
    - Il riporto;
    - Il contratto estimatorio
    - La somministrazione;

  - Contratti che realizzano un do ut facias:
    - La locazione
    - L'appalto;
    - Il trasporto;

- Contratti di cooperazione nell'altrui attività giuridica:
  - Il mandato;
  - La commissione;
  - La spedizione;
  - Il contratto di agenzia;
  - La mediazione;

- Contratti reali:
  - Il deposito;
  - Il comodato;
  - Il mutuo;

- Contratti bancari:
  - Il deposito;
  - Il conto corrente;
  - L'apertura di credito;
  - Lo sconto;
  - Le cassette di sicurezza;

- Contratti aleatori:
  - La rendita;
  - L'assicurazione;
  - Gioco e scommessa;

- Contratti diretti a costituire una garanzia:
  - La fideiussione;
  - L'anticresi;
  - Il mandato di credito;

- Contratti  diretti alla composizione e prevenzione delle liti:
  - La transazione;
  - Il compromesso;
  - La cessione di beni ai creditori;
  - Il sequestro convenzionale;

- Contratti disciplinati da leggi speciali:
  - Il leasing;
  - Il factoring;
  - Il franchising;
  - La joint venture;
  - L'engineering;
  - La subfornitura;
  - I  contratti a distanza;
  - I contratti del consumatore.